# ابن آیبک الدواداری
ابن آیبک الدواداری مورخ و نویسنده قرن هفت و هشت هجری است. کنز الدرر و جامع الغرر و درر التيجان وغرر تواريخ الزمان توسط وی در سده هفتم یا هشتم هجری تألیف شده‌است. کنز الدرر و جامع الغرر با موضوع تاریخ اسلام در نه جلد نگارش یافته و حاوی اطلاعات گسترده و دست اول در میان منابع عربی پیرامون روابط سلاجقه، مغولان و ممالیک است. این اثر با وجود تشابهات قابل توجه‌اش با کتاب سیرت ملک منصور، تفاوت‌هایی نیز با آن دارد و اطلاعات دست اول ارزشمندی در اختیار خوانندگان قرار می‌دهد.